# Krystal (restaurante)
Krystal é uma cadeia americana de restaurantes regionais de fast food com sede em Dunwoody, Geórgia, com restaurantes no Sudeste dos Estados Unidos e em Porto Rico. É conhecida pelos seus hambúrgueres pequenos e quadrados, chamados sliders em outros locais que não o Sudeste, com cebolas cozidas a vapor. A Krystal mudou a sua sede de Chattanooga, Tennessee, onde estava sediada desde 1932, para o subúrbio de Dunwoody, em Atlanta, no início de 2013.

## História

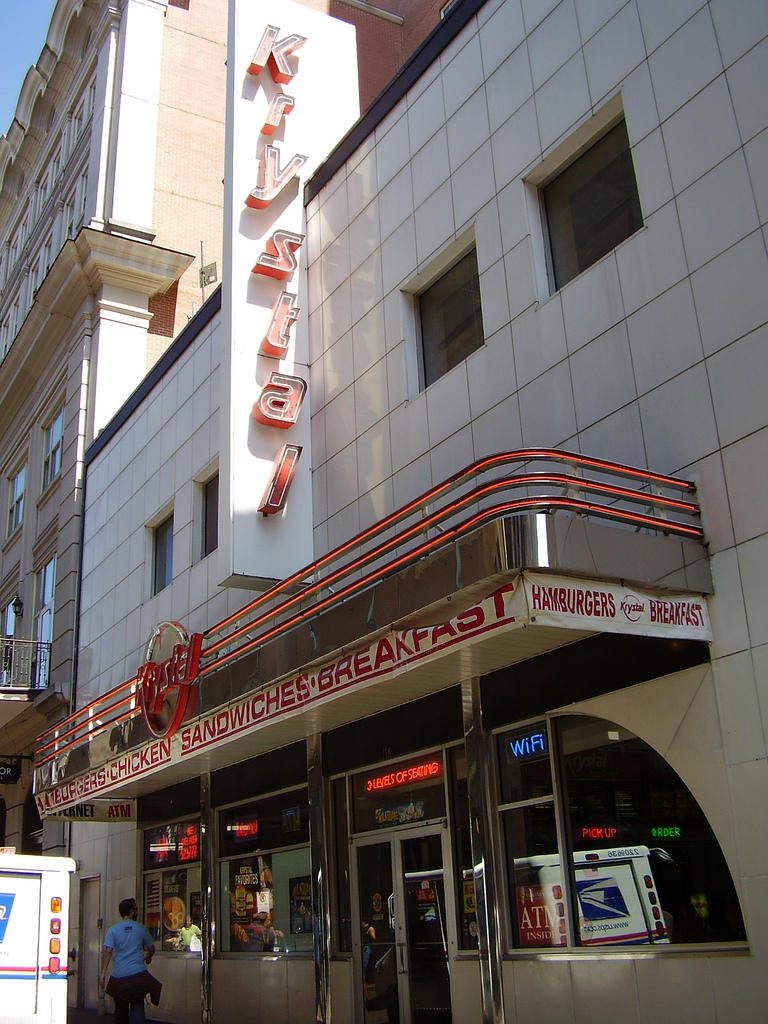
Restaurante da Krystal em Nova Orleans

Nos primeiros anos da Grande Depressão, a Krystal foi fundada em 24 de outubro de 1932, em Chattanooga, por Rody Davenport Jr. e o seu sócio J. Glenn Sherrill. A ideia surgiu depois de Davenport ter visitado um estabelecimento da White Castle e ter reparado no seu sucesso. Uma vez que Davenport e Sherrill davam grande importância à limpeza, a mulher de Davenport inventou “crystal clean” para o nome da empresa. Dois dias depois, receberam a sua primeira encomenda.
O primeiro Drive-Thru da Krystal abriu a 3 de setembro de 1956.
Em 28 de novembro de 1968, foram abertos os primeiros três restaurantes Krystal Fried Chicken em Chattanooga.
Até então, os restaurantes estavam sob a sua própria gestão, mas em 13 de janeiro de 1990 a Krystal criou a oportunidade de se tornar um franchisado. Carolyn e Wayne Hale adquiriram sete estabelecimentos em Athens e Troy, no Alabama, Hinesville e Newnan, na Geórgia, bem como em Cookeville, Crossville e Manchester, no Tennessee.
Em 4 de outubro de 2012, o Chattanooga Times Free Press anunciou que a Krystal iria transferir a sua sede para Atlanta, 80 anos após a sua fundação. A Argonne Capital, sediada em Atlanta, tinha adquirido a Krystal sete meses antes por US$ 175 milhões.
Em janeiro de 2020, a Krystal apresentou um pedido de falência e de proteção ao abrigo do Capítulo 11 do Código de Falências dos Estados Unidos. Em junho desse ano, o Fortress Investment Group adquiriu praticamente todos os ativos da Krystal, incluindo cerca de 300 estabelecimentos próprios e franchisados.

## Fatos interessantes

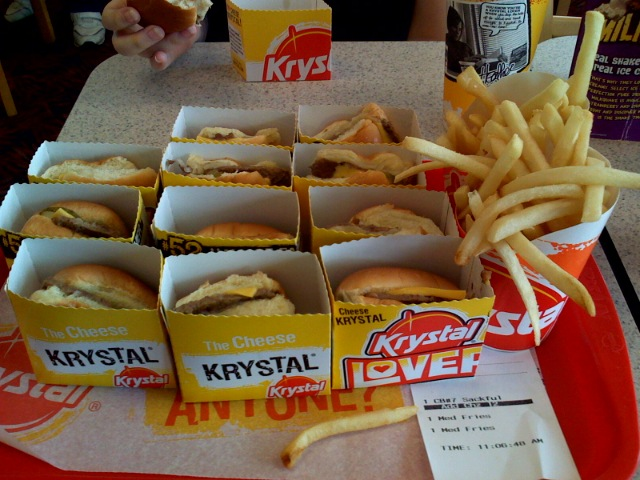
Os pequenos hambúrgueres Krystal são embalados em pé, no lado mais estreito, e vendidos à dúzia

Numa entrevista de 2017, Priscilla Presley mencionou que Elvis Presley gostava de comer hambúrgueres Krystal em Memphis, Tennessee. Elvis esteve no restaurante Krystal em 12 de fevereiro de 1954. Elvis esteve no restaurante Krystal em 12 de fevereiro de 1954, juntamente com “Daddy-O” Dewey Phillips, que deu a Elvis o seu primeiro tempo no ar, para encomendar uma centena de sliders para distribuir às multidões que vinham ver Elvis. Elvis e Phillips foram grandes fãs da Krystal ao longo das suas vidas e compravam hambúrgueres “por sacola”,, incidentalmente como um produto da linha da cadeia. aliás como um produto no cardápio da cadeia.
Durante uma visita a Chattanooga em 1987, a equipa do Presidente Ronald Reagan telefonou à Krystal para uma missão invulgar. O Presidente estava com vontade de comer os produtos da Krystal e precisava de 120 Cheese Krystals, 40 batatas fritas normais e 35 batidos antes de o avião do Presidente pudesse decolar. O gerente distrital Ray Proffit e o gerente de Área Tim McDonald foram buscar pães, mostarda, picles, cebolas e dois grelhadores portáteis e dirigiram-se ao aeroporto com escolta policial. Os grelhadores Krystal foram montados junto ao Air Force One e a equipa começou a cozinhar. Enquanto os hambúrgueres eram cozinhados na pista, as batatas fritas eram preparadas na cozinha do avião.
Os restaurantes Krystal foram os anfitriões do Krystal Square Off, um concurso de comida competitiva, de 2004 a 2009. O recorde mundial atual é de 103 hambúrgueres Krystal consumidos em oito minutos por Joey Chestnut, estabelecido na competição de 2007.